# Brace (zanger)

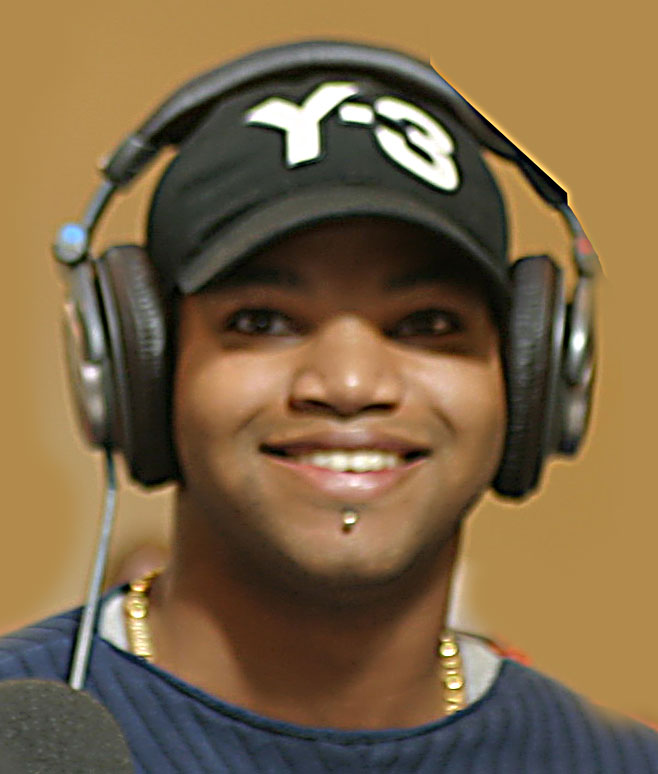
Brace in een studio (2005)

Eddy Brace Rashid MacDonald (Soerabaja, 23 augustus 1986) is een Nederlandse zanger. Aanvankelijk begon hij zijn zangcarrière als Brayce.

## Biografie
Brace werd geboren in Soerabaja in Indonesië, als kind van Surinaamse ouders. Het gezin verhuisde naar Nederland, waar Brace opgroeide in Amsterdam. Zijn vader, songschrijver Eddy MacDonald, overleed in 2001. Zijn broer zingt in K-Shaw en VIP Allstars. Zelf heeft Brace ook zangtalent, en dat liet hij zien toen hij de talentenjacht van het Kwakoe Zomerfestival won en in de finale van de Kunstbende in Utrecht terechtkwam.
Hij brak landelijk door toen Lange Frans & Baas B hem vroegen mee te werken aan hun single Moppie, die een grote hit werd. Tegelijkertijd zong hij mee op Ik ben je zat van Ali B en met beide nummers stond hij in de zomer van 2004 tegelijk in de hitparade. In 2005 zong hij het refrein van de hit "Leipe Mocro Flavour" van Ali B en Yes-R. Daarnaast bracht hij zijn eerste solosingle getiteld Vraag Jezelf Eens Af uit. Verder trad hij op in het VPRO-radioprogramma 3voor12 en in januari 2005 op Noorderslag.
In augustus 2005 verscheen de single Hartendief samen met Ali B.
Ook verzorgde hij de Nederlandse tekst en zang op het lied Beautiful van Akon, dat uitkwam in 2009. In de bijbehorende clip verschijnen, naast Brace, onder anderen Colby O'Donis (net als in de oorspronkelijke video) en Lange Frans.

### Gewapende ontvoering
In januari 2010 werd Brace gearresteerd in verband met een onderzoek naar een ontvoering. Zijn management erkende dat de zanger bij de ontvoering aanwezig was, maar ontkende dat hij betrokken zou zijn bij het misdrijf. Op 29 april 2010 werd hij voor zijn betrokkenheid bij de gewapende ontvoering veroordeeld tot zestien maanden gevangenisstraf, waarvan vier maanden voorwaardelijk.Op 11 juli 2013 diende een hoger beroep, waarbij de straffen nagenoeg hetzelfde bleven. Deze straf had Brace toen reeds uitgezeten, nadat hij eerder op 7 januari 2011 wegens goed gedrag was vrijgelaten.

### Nieuw begin
Op 13 mei 2011 maakte Ali B op de radio bekend dat Brace onder zijn platenmaatschappij SPEC Entertainment stond gecontracteerd. Een van zijn eerste grotere projecten in het kader van Brace's rehabilitatie was deelname aan het tweede seizoen van Ali B op volle toeren: in de aflevering van 4 januari 2012 ging hij op bezoek bij Imca Marina en volgens de formule van het programma brachten ze een eigen versie van een hit van de ander. In de uitzending van De Wereld Draait Door van 9 december 2011 vertelden Ali B, Brace en Imca Marina over het betreffende seizoen van het programma.
In 2014 was hij kandidaat in AVROTROS' Atlas. Hij viel hierbij als zesde af, tegelijkertijd met Tess Milne. In 2015 deed Brace mee aan The voice of Holland. Hier kwam hij door de tweede uitgezonden auditieronde en haalde hij de derde plaats. In 2017 deed hij mee met het programma Beste Zangers.
In 2017 was Brace een van de deelnemers van het achttiende seizoen van het RTL 5-programma Expeditie Robinson, hij viel als tweede af door een blessure die hij opliep tijdens een proef en eindigde op de 18e plaats. Tevens was hij dit jaar te zien in het programma Celebrity Stand-Up.
In het najaar van 2018 was Brace een van de deelnemers aan het programma Boxing Stars, hij moest boksen tegen Carlos Platier Luna. In 2022 deed Brace mee aan het televisieprogramma De Alleskunner VIPS waar hij als 38ste eindigde. In 2023 was Brace te zien als secret singer in het televisieprogramma Secret Duets. In 2024 deed hij samen met Donnie mee aan het televisieprogramma That's My Jam. In datzelfde jaar deed Brace samen met Wolter Kroes mee aan het televisieprogramma De Grote Muziekquiz.
In 2025 deed Brace mee aan het televisieprogramma No Way Back VIPS. In datzelfde jaar deed hij samen met Thomas Berge mee aan het televisieprogramma Code van Coppens: De wraak van de Belgen.

## Discografie

### Albums
| Album met eventuele hitnotering(en) in de Nederlandse Album Top 100 | Datum van verschijnen | Datum van binnenkomst | Hoogste positie | Aantal weken | Opmerkingen |
| ------------------------------------------------------------------- | --------------------- | --------------------- | --------------- | ------------ | ----------- |
| Strijder                                                            | 2005                  | 08-10-2005            | 22              | 10           |             |
| Dilemma                                                             | 2007                  | 17-11-2007            | 62              | 2            |             |

### Singles
| Single met eventuele hitnotering(en) in de Nederlandse Top 40 | Datum van verschijnen | Datum van binnenkomst | Hoogste positie | Aantal weken | Opmerkingen                                                                    |
| ------------------------------------------------------------- | --------------------- | --------------------- | --------------- | ------------ | ------------------------------------------------------------------------------ |
| Ik ben je zat                                                 | 2004                  | 10-07-2004            | 3               | 20           | met Ali B / nr. 2 in de Single Top 100                                         |
| Moppie                                                        | 2004                  | 10-07-2004            | 3               | 14           | met Lange Frans & Baas B / nr. 3 in de Single Top 100                          |
| Vraag jezelf eens af                                          | 23-03-2005            | 02-04-2005            | 9               | 10           | nr. 6 in de Single Top 100                                                     |
| Leipe mocro flavour                                           | 2005                  | 02-04-2005            | 2               | 11           | met Ali B & Yes-R / nr. 2 in de Single Top 100                                 |
| Hartendief                                                    | 11-08-2005            | 27-08-2005            | 7               | 9            | met Ali B / nr. 5 in de Single Top 100                                         |
| Het kind                                                      | 2005                  | 26-11-2005            | 38              | 2            | met Ali B en J-Rock / nr. 35 in de Single Top 100                              |
| Van jongen tot man                                            | -                     | -                     | -               | -            | -                                                                              |
| Drijfzand (Laat me alleen)                                    | 14-04-2006            | 06-05-2006            | 24              | 6            | nr. 22 in de Single Top 100                                                    |
| Mammie                                                        | 2006                  | 24-06-2006            | 27              | 3            | met Yes-R / nr. 17 in de Single Top 100                                        |
| Superster                                                     | 2006                  | 28-10-2006            | tip5            | -            | Als D'Brace met Kane-gitarist Dennis van Leeuwen / nr. 57 in de Single Top 100 |
| Pomp je booty                                                 | 05-04-2007            | 12-05-2007            | tip13           | -            | met Heist Rockah / nr. 81 in de Single Top 100                                 |
| Dilemma                                                       | 19-10-2007            | 10-11-2007            | tip5            | -            | nr. 28 in de Single Top 100                                                    |
| Summertime                                                    | 2011                  | 11-06-2011            | tip16           | -            | met Ali B & the Sleepless / nr. 20 in de Single Top 100                        |
| Alleen                                                        | 29-01-2016            | -                     |                 |              | Nr. 70 in de Single Top 100                                                    |
| Let's go                                                      | 2016                  | 06-08-2016            | 16              | 13           | Met Ali B en Kenny B / Nr. 15 in de Single Top 100                             |
| Zonde                                                         | 2017                  | 04-02-2017            | tip17           | -            | met Keizer & Kevcody/ Nr. 64 in de Single Top 100                              |
| In de armen van een engel                                     | 2017                  | -                     |                 |              | met Jonna Fraser & Ronnie Flex / Nr. 57 in de Single Top 100                   |
| Van mij alleen                                                | 2020                  | 15-08-2020            | tip7            |              | met Jeffrey Heesen                                                             |